# Belfast
Belfast (engl. Belfast preko irskog Béal Feirste; u prijevodu „Ušće rijeke Farset”) je glavni i najveći grad Sjeverne Irske (Ujedinjeno Kraljevstvo).
Najveći je grad u Sjevernoj Irskoj i u provinciji Ulster, a drugi je po veličini grad na otoku Irskoj poslije Dublina. Po procjenama iz 2017. u užoj gradskoj jezgri bilo je 340.200 stanovnika, a u širem metropolitanskom području 671.559 (2011.). 

## Zemljopisne odlike
Grad je smješten na ušću rijeke Lagan i nalazi se na mjestu idealnom za trgovinu koja je proslavila Belfast, ali i za brodogradnju. Okružuju ga brda Castlereagh Hills i Antrim Hills na sjeverozapadu. Grad leži na granici okruga Antrim i Down. 

## Povijest
Područje Belfasta nastanjeno je od brončanog doba. Veliki prsten, prapovijesni kromleh star 5.000 godina, nalazi se blizu grada, a ostaci utvrđenja iz željeznog doba mogu se vidjeti i danas po okolnim brdima. Godine 1177. izgrađen je normanski dvorac na mjestu današnjeg grada.
Belfast je postao značajnije naselje u 17. stoljeću kada su ga naselili Englezi i Škoti. Naime, 1603. godine Belfast je osnovao Sir Arthur Chichester, u jeku reformacije, kao naselje vjernih škotskih prezbiterijanaca u dominantnoj katoličkoj sredini, što je podržala britanska kruna. U 17. stoljeću su Hugenoti, koji su pobjegli iz Francuske, izgradili industrijski pogon za proizvodnju platna.
Belfast je cvjetao kao trgovački i industrijski centar u 18., 19. i 20. stoljeću, a zahvaljujući naprednoj industriji platna, konopaca, duhana, te brodogradnji postao je najjači industrijski centar u Irskoj. Na početku 20. stoljeća, Belfast je bio veći grad od Dublina. Kada je Titanic sagrađen u Belfastu u 1911./1912., Harland i Wolff imali su najveće brodogradilište u svijetu.
Tijekom nemira od 1920. do 1922. godine, u pozadini Irskog rata za neovisnost, poginulo je gotovo 500 ljudi u Belfastu. Na otvaranju novoformiranog Parlamenta Sjeverne Irske 7. lipnja 1921. u Gradskoj vijećnici u Belfastu, kralj Đuro V. dao je značajan prijedlog za pomirenje između Sjeverne i Južne Irske. Naime, govor koji je osmislio David Lloyd George s preporukama Jana Smutsa, otvorio je vrata formalnog kontakta između britanske vlade i republikanske uprave koju je vodio Éamon de Valera.
U travnju i svibnju 1941. godine luka i grad su pretrpjeli velike štete od bombardiranja njemačkog ratnog zrakoplovstva. Godine 1969. počeli su sukobi slični građanskom ratu između militantnih skupina katolika i protestanata (većina ih danas eufemistički govori o „problemima”). Službeno su okončani 1998. godine takozvanim „Sporazumom na Veliki petak” (poznat i kao „Sporazum u Belfastu”). Tada je započeo snažno poticajan razvoj grada, a gospodarstvo i turizam su se pojačali.
U lipnju 2009. u Belfastu je bilo nereda protiv doseljenih Rumunja. Prema riječima dotičnih ljudi, nakon nekoliko noći za redom napustili su svoje domove jer su ih napali nasilnici koji su skandirali rasističke slogane i razbijali prozore. Policija je 17. lipnja evakuirala preko 100 Rumunja u Ozone Complex u Belfastu, nakon čega su proveli noć u Gradskoj crkvi na Sveučilišnoj aveniji.

## Stanovništvo
Po popisu iz 2001. u užoj gradskoj jezgri bilo je 276.459 stanovnika, a u širem 579.276. 
| 1981.   | 1991.   | 2001.   | 2007.   | 2017.   |
| ------- | ------- | ------- | ------- | ------- |
| 391.556 | 295.223 | 279.237 | 277.391 | 274.586 |

## Znamenitosti i turizam
Belfast je jedan od najposjećenijih gradova u Velikoj Britaniji, a drugi najposjećeniji na Irskom otoku (poslije Dublina). God. 2008., 7.100.000 turista posjetilo je grad, a najpopularniji obilasci grada uključuju i brojne lokacije na kojima je snimana popularna serija Igra prijestolja.
Gradsko vijeće Belfasta trenutno ulaže u potpunu rekonstrukciju Titanic četvrti, koja će imati apartmane, hotele i distrikt priobalne zabave. Glavna atrakcija, Titanic Belfast, otvorena je u travnju 2012. Planirana je i izgradnja novog modernog transportnog sustava (uključujući brzu željeznicu i dr.) koja će koštati oko 250 milijuna £. 
Tu je i veliki turističko informativni centar na Donegall Place-u.
- Dvorac Belfast
- Neoklasični Stormont Sir Arthura Thornleya, zgrada Sjevernog Irskog parlamenta
- Belfast Lagoonide: Hotel Hilton i Waterfront Hall konferencijski centar, viđeni s mosta Queens
- Obel Tower, dovršen 2011., je sa svojih 85 m visine najviši toranj na Irskom otoku
- Titanic Belfast, otvoren 2012.

## Sport
Sport je važan dio Belfast kulture, te gotovo šest od deset odraslih u Sjevernoj Irskoj (59%) redovito sudjeluju u jednom ili više sportova. Belfast ima nekoliko zapaženih sportskih momčadi koji igraju raznoliku paletu sportova uključujući galske igre, ragbi, kriket, nogomet i hokej, kao i mnoge urbane sportove kao što su skateboarding, BMX i parkour.
Sjevernoirska nogometna reprezentacija često igra svoje domaće utakmice na stadionu Windsor Park u Belfastu. Jedna od najvećih britanskih nogometnih legendi, George Best, koji je igrao za Manchester United, rođen je u Belfastu. Na njegovom pogrebu u Belfastu 2005. god. ispratilo ga je 100.000 žalovatelja.
Irski nogomet je najpopularniji sport u Irskoj, a Belfast ima četiri momčadi u ragbiju All-Ireland lige: Belfast Harlequins u diviziji 1B, te Instonians, Queen's University i Malone u diviziji 2A.
Hokej na ledu jedan je od najpopularnijih sportova Sjeverne Irske, a Belfast je dom jednog od najvećih britanskih klubova, Belfast Giants-a. 

## Zbratimljeni gradovi
- Boston, SAD (2014.)
- Cochabamba, Bolivija
- Hefei, Kina (2005.)
- Nashville, SAD (1994.)
- Shenyang, Kina (2016.)
- Wonju, Južna Koreja (2017.)

## Vanjske poveznice
- Službena stranica grada (engl.)
- Karta središnjeg Belfasta (engl.)
- www.gotobelfast.com - Turističke stranice (engl.)